# Ribes tianquanense
Ribes tianquanense là một loài thực vật có hoa trong họ Grossulariaceae. Loài này được S.H. Yu & J.M. Xu miêu tả khoa học đầu tiên năm 1990.